# Charles Godfrey
(en) Statistiques sur pro-football-reference
Charles Godfrey (né le 15 novembre 1985 à Baytown) est un joueur américain de football américain. Il joue actuellement avec les Panthers de la Caroline.

## Carrière

### Université
Godfrey joue quarante-sept matchs avec les Hawkeyes dont vingt-huit comme titulaire, vingt-cinq comme cornerback et trois comme safety. Lors de sa dernière année, il tacle à soixante-cinq reprises et fait cinq interceptions.

### Professionnel
Charles Godfrey est sélectionné au troisième tour du draft de la NFL de 2008 par les Panthers de la Caroline au soixante-septième choix. Lors de sa première saison, il joue tous les matchs comme titulaire au poste de free safety et en joue douze en 2009. En 2010, il est déplacé au poste de strong safety et joue l'ensemble des matchs comme titulaire, faisant cinq interceptions ainsi que 153 tacles.
Il signe une prolongation de contrat juste avant le début de la saison, le liant au club jusqu'en 2015.

## Palmarès
- Seconde équipe de la conférence Big 10 2007